# 福井市一乗小学校
福井市一乗小学校（ふくいし いちじょうしょうがっこう）は、福井県福井市にある公立小学校。

## 特色
平泉寺白山神社と一乗谷朝倉氏遺跡が同時期に日本遺産に認定されたことを受け、勝山市立平泉寺小学校と連携している。2019年には一乗小学校の児童が平泉寺小学校の児童を招いて一乗谷朝倉氏遺跡を案内し、2020年には平泉寺小学校の児童が平泉寺の観光ガイドを行った。

## 学校周辺
- 一乗谷朝倉氏遺跡
- 道の駅一乗谷あさくら水の駅
- 一乗谷郵便局

## アクセス
- 京福バス62「東郷線」：「一乗小学校前」下車